# Calanus dorsalis
Calanus dorsalis is een eenoogkreeftjessoort uit de familie van de Calanidae. De wetenschappelijke naam van de soort is voor het eerst geldig gepubliceerd in 1817 door Rafinesque.